# دحل الخفق
دحل الخفق هو أحد الدحول الواقعة في الصمان في السعودية.